# Оутинен, Кати
Анна Катрийна (Ка́ти) О́утинен (фин. Anna Katriina Outinen; род. 17 августа 1961 года, Хельсинки, Финляндия) — финская актриса, наиболее известная по главным ролям в фильмах Аки Каурисмяки. С 2003 года — профессор Театральной академии. Живёт в Хельсинки вместе с дочерью Иидой.

## Избранная фильмография
- 1980 — Вот и мы, жизнь! — Лиза
- 1986 — Тени в раю — Илона Рийамаки
- 1987 — Гамлет идёт в бизнес — Офелия, дочь Полония
- 1989 — Грязные руки — Джессика
- 1990 — Девушка со спичечной фабрики — Ирис
- 1994 — Береги свою косынку, Татьяна — Татьяна
- 1996 — Вдаль уплывают облака — Илона
- 1999 — Юха — Марья
- 2002 — Человек без прошлого — Ирма
- 2006 — Огни городской окраины — кассир в супермаркете
- 2008 — Дом тёмных бабочек
- 2008 — Сауна
- 2009 — Развод по-фински или Дом, где растёт любовь — Юрса
- 2011 — Гавр — Арлетти
- 2013 — Клоунада — Сильвия
- 2016 — Настоящее преступление — Малиновская
- 2017 — По ту сторону надежды — владелица магазина одежды
- 2019 — Другой — Норин Брейди
- 2023 — Очень странные каникулы — Мигрень-старшая

## Награды
В 2002 году за роль в фильме «Человек без прошлого» получила награду Канского фестиваля как лучшая актриса.
Лауреат финской национальной кинопремии «Юсси» в номинации «За лучшую женскую роль» (1991, 1997, 2003).